# Uwe Dombrowski
Uwe Dombrowski (* 22. Mai 1950 in Hamburg) ist ein deutscher Ingenieur. Er war von 2000 bis 2019 Professor an der Technischen Universität Braunschweig und geschäftsführender Leiter des Instituts für Fabrikbetriebslehre und Unternehmensforschung (IFU).

## Leben
Nach einer Lehre als Technischer Zeichner bei der Rheinstahl Hanomag AG in Hannover studierte Dombrowski Maschinenbau mit der Fachrichtung Fertigungstechnik an der Fachhochschule Hamburg und daran anschließend Maschinenbau mit der Fachrichtung Produktionstechnik an der Universität Hannover. Ab 1981 war er als Wissenschaftlicher Mitarbeiter bei Hans-Peter Wiendahl am Institut für Fabrikanlagen (IFA) der Universität Hannover tätig. 1987 promovierte er zum Dr.-Ing.
Nach seiner Promotion wechselte Dombrowski im Jahr 1988 in die Industrie zur Firma Philips Medizin Systeme GmbH in Hamburg. Dort war er Bereichsleiter und Prokurist für Internal Supply und Engineering Services. 1994 wurde er zum Gesamtprojektleiter zur Erneuerung der gesamten Informationslandschaft bei Philips Medical Systems International im Pilot Development and Manufacturing Center Hamburg ernannt. Ab 1997 arbeitete er bei der Dr.-Ing. h. c. F. Porsche AG in Stuttgart als Hauptabteilungsleiter (Director) mit weltweiter Verantwortung für den Zentralen Teiledienst inkl. Tequipment (Zubehör) und Selection (Accessoires) sowie als Geschäftsführer der Porsche Classic GmbH.
2000 folgte Uwe Dombrowski seiner Berufung zum Universitätsprofessor an die Technische Universität Carolo Wilhelmina zu Braunschweig und wurde zum Geschäftsführenden Leiter des Instituts für Fabrikbetriebslehre und Unternehmensforschung (IFU). Die Schwerpunkte seiner Lehr- und Forschungstätigkeit sind Fabrikplanung und Arbeitswissenschaft, Ganzheitliche Produktionssysteme und After Sales Service.

## Ämter und Mitgliedschaften
Dombrowski war von 2001 bis 2009 stellvertretender Kuratoriumsvorsitzender des Fraunhofer-Instituts für Fabrikbetrieb und -automatisierung (IFF) in Magdeburg. Von 2004 bis 2008 war er Mitglied im Fachkollegium "Produktionstechnik" der Deutschen Forschungsgemeinschaft (DFG) und vertrat dort das Fach "Produktionsautomatisierung, Fabrikbetrieb, Betriebswissenschaft". Seit 2005 ist er Mitglied der European Academy for Industrial Management (AIM). Im September 2011 wurde er hier zum Vice-President gewählt. Seit 2007 bis 2019 war er Vorsitzender des VDI Fachausschusses Ganzheitliche Produktionssysteme, in dem die VDI-Richtlinie 2870 „Ganzheitliche Produktionssysteme“ sowie VDI-Richtlinie 2871 „Lean Leadership – Führung in Ganzheitlichen Produktionssystemen“ erarbeitet wurde. Seit 2010 ist er Mitglied des Beirats der Gesellschaft für Organisation (gfo). Im Jahr 2012 trat er der Wissenschaftlichen Gesellschaft für Arbeits- und Betriebsorganisation – Hochschulgruppe Arbeits- und Betriebsorganisation (WGAB) bei. Seit März 2017 ist Dombrowski Vorstandsmitglied der Gesellschaft für Verkehrsbetriebswirtschaft und Logistik e.V. (GVB). Uwe Dombrowski ist wissenschaftlicher Leiter und Mitglied des Fachbeirats der jährlich stattfindenden deutschen Fachkonferenz After Sales Service. Zudem ist er Mitveranstalter des jährlichen Braunschweiger GPS-Symposiums und ist im Fachbeirat des Deutschen Fachkongresses Fabrikplanung.

## Veröffentlichungen (Auswahl)
- Lean Development: Aktueller Stand und zukünftige Entwicklungen. Springer-Verlag, Berlin 2015.
- Ganzheitliche Produktionssysteme: Aktueller Stand und zukünftige Entwicklungen. Springer-Verlag, Berlin 2015.
- Zukunft. Klinik. Bau: Strategische Planung von Krankenhäusern. Springer-Verlag, Berlin 2015
- Modernisierung kleiner und mittlerer Unternehmen: Ein ganzheitliches Konzept. Springer-Verlag, Berlin 2009.
- Produktionstechnik im Wandel: Tagungsband zum Festkolloquium am 27. und 28. Oktober 2005 in Braunschweig. Aachen 2005.